# Måndag hela veckan
Måndag hela veckan (engelska: Groundhog Day) är en amerikansk komedifilm från 1993, med manus och regi av Harold Ramis. I huvudrollerna ses Bill Murray och Andie MacDowell. Filmen handlar om en självcentrerad TV-reporter som under ett hatat reportage av den årliga Groundhog Day-festivalen tvingas leva samma dag om och om igen, tills han lärt sig att sätta andra människor före sig själv.

## Handling
Phil Connors är en självcentrerad tv-reporter med smak för sarkasm. Den 2 februari är han i den lilla staden Punxsutawney för att spela in ett reportage om Groundhog Day, en årlig stadsfest tillägnad ett skogsmurmeldjur som sägs förutspå när våren kommer. Eftersom han avskyr festivalen, staden och invånarna gör han bara ett halvhjärtat reportage och vill lämna staden så fort som möjligt, men en snöstorm tvingar honom att övernatta där. När han vaknar nästa morgon är det den 2 februari igen. Föregående dag upprepar sig och Phil är den enda som har minne av gårdagen. Dagen upprepas om och om igen och det verkar som att ingenting han gör kan få ett slut på upprepningen, inte ens döden. Det är först när han visar människor respekt, blir ödmjuk och sätter andra människor framför sig själv som han till slut vaknar till den 3 februari.

## Rollista i urval

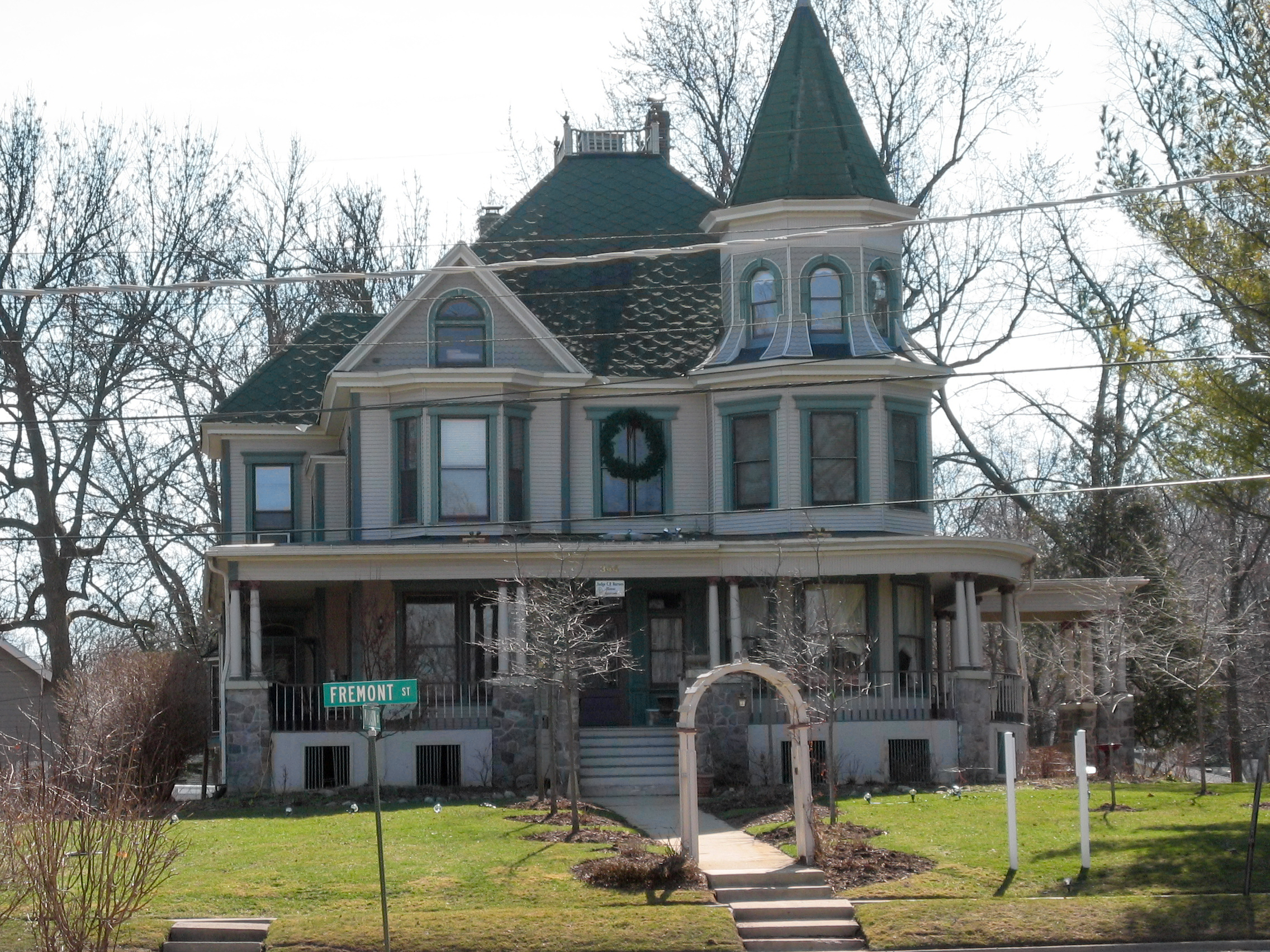
"Cherry Street Inn" från filmen var egentligen ett privatägt hus då filmen spelades in.

- Bill Murray - Phil Connors, TV-meteorologen och reportern
- Andie MacDowell - Rita, producenten för Phils reportage
- Chris Elliott - Larry, kameramannen för Phils reportage
- Stephen Tobolowsky - Ned Ryerson
- Brian Doyle-Murray - Buster, ledaren av Groundhog Day-festivalen
- Marita Geraghty - Nancy Taylor, tjej som Phil lyckas locka till sig
- Michael Shannon - Fred

## Produktion
Filmen spelades in i Woodstock, Illinois, nordväst om Chicago nära gränsen till Wisconsin. Dels för att Punxsutawney inte hade ett torg som såg bra ut på film, enligt Ramis, och dels för att Punxsutawneys avlägsna läge medförde logistikproblem och högre kostnad om man skulle filmat där istället.

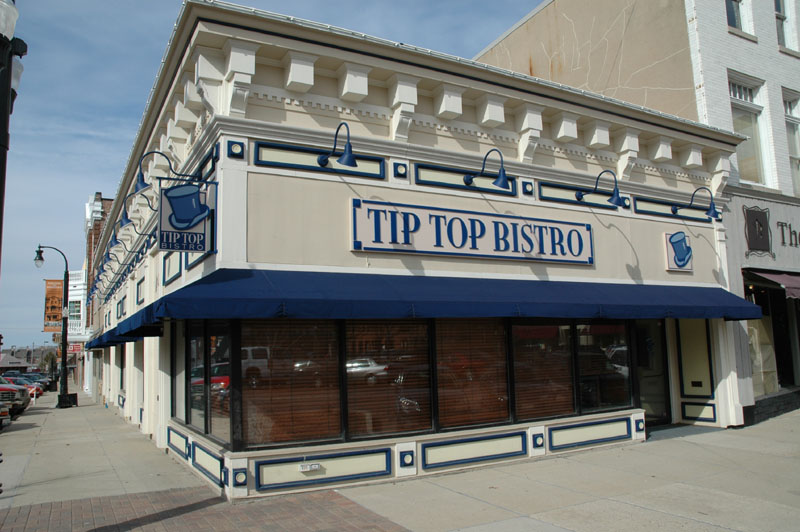
Tip Top Bistro, tidigare Tip Top Cafe, där en av scenerna utspelas i filmen.